# Monte Paganella
Il Monte Paganella (1.526 m s.l.m.), è una vetta dell'altopiano della Sila, in Calabria, nel comune di Aprigliano in provincia di Cosenza.